# Zethesides hesperioides
Zethesides hesperioides är en fjärilsart som beskrevs av Achille Guenée 1852. Zethesides hesperioides ingår i släktet Zethesides och familjen nattflyn. Inga underarter finns listade i Catalogue of Life.